# 科莱特·普里瓦
科莱特·普里瓦（法語：Colette Privat，1925年11月14日—2021年4月7日），法国政治人物。曾任国民议会议员。

## 生平
1925年11月14日生于巴黎的工人阶级家庭。1946年加入法国共产党。担任中学教师，1952年结婚。曾任鲁昂市议会议员、滨海塞纳省议会议员、马罗姆市长、法国国民议会议员等职。2021年4月7日逝世。